# Maymun ibn Thakiyya
Maymun ibn Thakiyya, conegut com al-Àmir, fou emir midràrida de Sigilmasa.
Era fill d'una dona anomenada Thakiyya (segons Ibn Idhari Bakiyya) i de l'emir Abu-Màlik al-Múntasir ibn al-Yassa. Aquest estava casat amb Arwa bint Abd-ar-Rahman ibn Rústam filla de l'imam de Tahert, amb qui va tenir un fill també de nom Maymun, conegut com a Maymun ibn ar-Rustamiyya. Vers el 864 Maymun ibn Thakiyya i Maymun ibn ar-Rustamiyya van començar a disputar la successió. Al cap de tres anys de lluita Abu-Màlik va imposar com a successor a Maymun ibn ar-Rustamiyya, però aquest va mostrar ingratitud i va deposar el seu pare; això va provocar la revolta popular que va proclamar a Maymun ibn Thakiyya, però aquest va refusar i va retornar el poder al pare; com que aquest va mostrar la seva intenció de retornar la successió a Maymun ibn ar-Rustamiyya, altre cop els habitants es van revoltar, van assetjar i Abu-Màlik al palau i van proclamar emir a Maymun ibn Thakiyya, que aquesta vegada va acceptar i va agafar el poder el 867.
Va regnar fins a la seva mort el 876/877 i el va succeir el seu fill Muhàmmad ibn Maymun.